# منتخب سوريا لكرة السلة
منتخب سوريا لكرة السلة هو ممثل سوريا الرسمي في المنافسات الدولية في كرة السلة. يدار من قبل الاتحاد العربي السوري لكرة السلة.

## البطولات التي شارك فيها
- بطولة آسيا لكرة السلة